# Frea comorensis
Frea comorensis là một loài bọ cánh cứng trong họ Cerambycidae.